# Carles Mampel
Carles Mampel Juncosa (Sabadell, 28 de abril de 1968) es un chef pastelero, chocolatero y heladero catalán, caracterizado por su personal sentido de la estética y su visión vanguardista de la pastelería. Cuenta con reconocimientos nacionales e internacionales, entre los que destacan Mejor Maestro Pastelero de España (Bilbao, 1999), Campeón Euroamericano de Pastelería (Madrid, 2000), Subcampeón del Mundo de Pastelería (Rímini, 2004) y Mestre Artesà de l’Any (Barcelona, 2014).

## Trayectoria
Con 13 años, empieza su aprendizaje en la Pastelería La Divina Pastora (Sabadell, Barcelona), dirigida por el Maestro Pastelero Francisco Anglada. En 1984 ejerce de aprendiz en la Pastelería Art Bó (Sabadell, Barcelona). Entre 1985 y 1987 es encargado de pastelería en la Pastelería y Fleca Portell (Sabadell, Barcelona) y posteriormente ejerce de Chef de Partida de Catering y Chef Responsable de Pastelería y Catering hasta 1990 en la Pastelería, Restaurante y Catering Coma (Sabadell, Barcelona).
Con 22 años adquiere su primera pastelería en Barcelona, Saint Honorè, un proyecto que abandona 7 años más tarde para seguir formándose en pastelerías internacionales, entre las que destacan la Pastelería y Chocolatería Maison Caffet (Troyes, Francia), a cargo de Pascal Caffet, Meilleur Ouvrier de France Pâtissier 1989 y campeón del Mundo de Pastelería 1995, la Pastelería Begrem (Perpiñán, Francia), dirigida por Olivier Bajard, Meilleur Ouvrier de France Pâtissier 1993 y campeón del Mundo de Postres 1995 y la Pastelería Riederer (Aix en Provence, Francia), a cargo de Philippe Segond, Meilleur Ouvrier de France Pâtissier 1990.
En 2005 funda el Obrador Bon Sucre (Sant Boi de Llobregat, Barcelona), que más tarde pasaría a formar parte de la pastelería Bubó. En junio de 2005 funda la Pastelería Bubó (Barcelona) junto al estudio de diseño Grumax, en la que nace el concepto “pastelería-boutique“. Durante 12 años se encarga de la vertiente creativa y productiva de la empresa, dirigiendo el obrador. La pastelería abre posteriormente seis locales más, con un total de cuatro en Barcelona, dos en Emiratos Árabes Unidos y otro en Tokio, los cuales también dirige y coordina. En julio de 2017 abandona el proyecto para dedicarse a su vertiente de asesor y formador y perseguir otros proyectos en solitario.
También ha ejercido de asesor y formador en varias empresas del sector, tales como Valrhona, Ravifruit, Pavoni Italia, Elle & Vire Professional, Sosa Ingredients, Solegraells o Iceteam, además de colaborar con escuelas y gremios, tanto nacionales como internacionales, impartiendo cursos y jornadas de formación, entre los que destacan la EPGB (Escola de Pastisseria del Gremi de Barcelona), la École Bajard (Perpiñán, Francia), Espai Sucre (Barcelona) o L’École Valrhona (Tain l’Hermitage, Tokio y Brooklyn).

## Premios y reconocimientos
- Medalla de Bronce Cornet Sàbat de Piezas de Chocolate en la categoría Jóvenes (1989).[21]
- 3er Premio de Degustación en el Concurso Jean-Marie Sibenaler (España, 1989).
- Premio de Presentación en el Concurso Jean-Marie Sibenaler (España, 1989).[22]
- Seleccionado para representar a España en la final del Concurso Jean-Marie Sibenaler (París, 1990).[22]
- Mejor Maestro Pastelero de España (Bilbao, 1999).[2]
- Campeón Euroamericano de Pastelería junto a Daniel Álvarez (Madrid, 2000).[3]
- Capitán del Equipo Español en el Campeonato del Mundo de Pastelería (Las Vegas, 2002).[22]
- Miembro del Equipo Español en el Campeonato del Mundo de Pastelería (Rimini, 2004).
- Subcampeón del Mundo de Pastelería formando equipo con Jacob Torreblanca (Rimini, 2004).[4]
- Miembro del Equipo Español en el Campeonato del Mundo de Pastelería (Lyon, 2005).
- Mejor Tarta de Chocolate en el Campeonato del Mundo de Pastelería (Lyon, 2005).[22]
- Medalla d’Or del Gremi de Pastisseria de Barcelona (2010).[23]
- Incorporación a la Asociación Internacional Relais Desserts (2010).[24]
- 1er Premio al Puente de Chocolate más Largo (Barcelona, 2011).[22]
- Mestre Artesà Català de l’Any otorgado por la Generalidad de Cataluña (2014).[5]

## Libros, publicaciones y televisión

### Libros
Carles Mampel es coautor en varios libros del sector:
- VVAA. “Escales d’Exception”: 2005.[25]
- VVAA. “S. 21. La nueva generación de la confitería española”: Montagud Editores, 2002.[7]
- VVAA. “El libro del salado”: Montagud Editores, 2005.[26]
- VVAA. “El libro del buffet y el cóctel”: Montagud Editores, 2007.[27]
- VVAA. “El libro de los dulces de Navidad”: Montagud Editores, 2008.[28]
- VVAA. “Siete. Siete maestros de la pastelería moderna española”: Editorial Vilbo, 2009.[6]
- VVAA. “Dulce. Las recetas de los grandes maestros de la pastelería”: Planeta Gastro, 2017.[29]

### Publicaciones
Colabora con revistas y publicaciones del sector gastronómico:
- Dulcypas: Editorial Vilbo.[30]
- Confitería Española: Montagud Editores.
- Descobrir Cuina
- So good.. Magazine: Editorial Vilbo.[31]
- Pastry Revolution: Montagud Editores.[32]

### Televisión
- Conductor del programa Azúcar Arte, emitido en Canal Cocina de AMC International – Iberia.[21]